# Fiat 242
Der Fiat 242 ist ein Kleintransporter von Fiat aus Italien, der zusammen mit dem Citroën C35 entwickelt und bei Società Europea Veicoli Leggeri Sevel in Italien von Herbst 1975 bis Mitte 1987 als Kastenwagen, Pritschenwagen mit Einfach- und Doppelkabine, Wohnmobil und Fahrgestell gebaut wurde. Im Nutzfahrzeug-Angebot von Fiat war er seinerzeit oberhalb des Fiat 238 angesiedelt.
Er war besonders in seiner Heimat aufgrund seiner Robustheit und Zuverlässigkeit beliebt. Der Frontantrieb und die einzeln aufgehängten Räder ermöglichten eine niedrige Ladehöhe. Er verfügte bereits über vier Scheibenbremsen. Der Fiat 242 wurde in Frankreich nicht angeboten wie umgekehrt der Citroën C35 nicht in Italien. Auch die Exportmärkte hatten Fiat und Citroën untereinander aufgeteilt, so wurde z. B. in Deutschland nur der Fiat und in den Beneluxländern nur der Citroën verkauft.  Als Nachfolger gilt der bereits im Januar 1982 eingeführte Fiat Ducato in der Maxi-Version.
Die Nutzlast lag für den Kastenwagen bei 1800 kg, die Leermasse bei 1700 kg. Der Radstand betrug 3205 mm.
Bei seiner Einführung im Oktober 1975 war er mit einem 2,0-Liter-Ottomotor von Fiat oder einem 2,2-Liter-Dieselmotor aus dem Citroën CX erhältlich. Ab Werk gab es ihn als Kastenwagen, Fahrgestell für Aufbauten, Klein- und Minibus.
Anfang 1980 wurde das Modell überarbeitet. Ein 2,5-Liter-Dieselmotor ersetzte den 2,2-Liter, die Blinker wurden neben den Scheinwerfern platziert, Rückfahrlicht und seitliche Schutzplanken waren nun verfügbar. Ende 1984 erhielt der 242 ein neues Armaturenbrett.
Im Sommer 1987 endete die Produktion nach über 500.000 Einheiten.